# Julio Romero Funes
Julio Romero Funes (? - Granada, 26 de març de 1944) va ser un policia espanyol, reconegut membre de la Policia franquista a Granada.

## Biografia
Policia de professió, al juliol de 1936 era inspector i estava adscrit a la Comissaria de Vigilància de Granada.
Després del triomf de la revolta militar a Granada i el començament de la Guerra Civil, Romero Funes va ser nomenat cap de la policia, va quedar a les ordres del comandant Valdés. Des d'aquest càrrec, Romero Funes va ser un dels responsables de la repressió a Granada, i alguns autors assenyalen la seva responsabilitat en la mort de centenars de persones. Per a les labors de repressió va arribar a disposar fins i tot del seu propi grup d'executors, l'«Escuadra del Panadero». Romero Funes també va dirigir al costat del capità José Nestares Cuéllar i el policia Ángel Martí la seva pròpia esquadrilla de repressió, les anomenades «Patrulles volants».
Alguns autors han assenyalat a Romero Funes com un dels implicats en la detenció i assassinat del poeta Federico García Lorca.
Després del final de la contesa va passar al Cos General de Policia i va seguir adscrit a la Comissaria de Granada. El 26 de març de 1944 va resultar mort en un confús tiroteig amb guerrillers antifranquistes. Encara que durant molt de temps la seva mort s'ha atribuït als germans Quero, caps d'una coneguda partida del «Maquis» de Granada, la veritat és que l'autoria continua sent una incògnita. La seva mort va produir una gran mobilització social a Granada, i va motivar l'enviament des de la Direcció General de Seguretat a Madrid d'un grup especialitzat de la Brigada Político-Social per a la lluita contra les guerrilles antifranquistes de la serralada.
El 1945 va ser condecorat pòstumament amb la Medalla d'Or del Mèrit Policial.